# Harmamaxa
L'harmamaxa, del grec antic ἁρμαμάξα era un cotxe cobert. Heròdot en parla com de «tenda amb rodes».
Generalment consistia en un carro amb quatre rodes que servien per dur objectes i persones a l'època clàssica. Era similar al carpèntum i al pilèntum romà, cobert amb teles, i que es podia usar dia i nit; anava generalment tirat per quatre cavalls o altres quadrúpedes, adornats amb guarniments més luxosos que els carpèntum. A Pèrsia era l'equivalent del carpèntum i s'usava especialment per dones i canalla de la classe alta, pels eunucs reials i pels fills del rei i els seus tutors; fins i tot fou usat pels reis de Pèrsia. El cos d'Alexandre el Gran fou transportat des de Babilònia a Alexandria amb una harmamaxa que s'havia construït durant dos anys, pintada i ornada amb or, plata i vori. A Grècia l'usaven les dones de classe alta; una sacerdotessa de Diana és representada circulant amb una harmamaxa tirada per dos bous blancs; apareix també a monedes d'Efes o aquestos vehicles es feien servir per les processons religioses.